# Jošihiko Noda
Jošihiko Noda (* 20. května 1957, Funabaši, prefektura Čiba) je
japonský politik z Demokratické strany Japonska, premiér Japonska od 2. září 2011 do 26. prosince 2012. Ve funkci vystřídal svého straníka Naoto Kana, v jehož vládě zastával post ministra financí. Jeho nástupcem v roli premiéra se stal předseda Liberální demokratické strany Šinzó Abe.
Absolvoval v roce 1980 universitu Waseda.